# Parurgonina
Parurgonina es un género de foraminífero bentónico de la familia Parurgoninidae, de la superfamilia Pfenderinoidea, del suborden Orbitolinina y del orden Loftusiida. Su especie tipo es Urgonina (Parurgonina) caelinensis. Su rango cronoestratigráfico abarca desde el Oxfordiense hasta el Portlandiense (Jurásico superior).

## Discusión
Clasificaciones previas hubiesen incluido Parurgonina en la familia Chrysalidinidae de la superfamilia Textularioidea, así como en el suborden Textulariina del orden Textulariida o en el orden Lituolida.

## Clasificación
Parurgonina incluye a las siguientes especies:
- Parurgonina caelinensis †
- Parurgonina primaeva †